# Witold Kuczewski (podpułkownik)
Witold Kuczewski, także Witold Poraj-Kuczewski lub Witold Kuczewski-Poraj, herbu Poraj (ur. 14 maja 1876, zm. 1953) – podpułkownik artylerii Wojska Polskiego.

## Życiorys
Był oficerem cesarskiej i królewskiej armii. Po zakończeniu I wojny światowej i odzyskaniu przez Polskę niepodległości dekretem Wodza Naczelnego Józefa Piłsudskiego z 5 marca 1919 został przyjęty do Wojska Polskiego w stopniu majora ze starszeństwem z dniem 1 maja 1917. W czerwcu 1919 roku został dowódcą 4 dywizjonu artylerii konnej. Brał udział w wojnie polsko-bolszewickiej. Od 29 sierpnia 1920 roku był okręgowym inspektorem artylerii przy Dowództwie Okręgu Generalnego „Kielce”. 
19 marca 1921 roku został przeniesiony do 2 pułku artylerii konnej we Lwowie na stanowisko dowódcy. Został dowódcą 24 pułku artylerii polowej, sformowanego 9 października 1921 w Jarosławiu. W kwietniu 1922 roku został organizatorem i pierwszym dowódcą 10 dywizjonu artylerii konnej w Jarosławiu. 3 maja 1922 roku został zweryfikowany w stopniu podpułkownika ze starszeństwem z dniem 1 czerwca 1919 i 1. lokatą w korpusie oficerów artylerii. W 1924 roku był komendantem Komendy Uzupełnień Koni nr 20 w Gnieźnie, pozostając oficerem nadetatowym 10 dak. Z dniem 15 czerwca 1925 roku został przeniesiony do 8 pułku artylerii polowej w Płocku na stanowisko zastępcy dowódcy pułku z jednoczesnym pozostawieniem na kursie dowódców pułków w Szkole Strzelania Artylerii w Toruniu do 1 października. Od 21 października 1926 do stycznia 1927 ponownie został dowódcą 4 dywizjonu artylerii konnej, stacjonującego w garnizonie Suwałki. Później został przeniesiony w stan spoczynku. W 1928, jako emerytowany oficer zamieszkiwał w Płocku.